# 五十岡站
五十岡站（日语：／ Igooka eki */?）是位於静岡縣袋井市岡崎，靜岡鐵道駿遠線的鐵路車站（廢站）。
在此站啟用時，車站地址是靜岡縣小笠郡笠原村。

## 概要
此站設有1面1線的月台。沒有站舍，只有一個候車室。此站為無人車站。在靠近新袋井一方設有弁財天川橋樑。
車站周邊地區被稱為「淺羽平野」。周邊的地區都是糧倉地帶。

## 歷史
- 1915年（大正4年）5月11日 - 中遠鐵道在新岡崎站至淺名站之間新設此站[1]
- 1943年（昭和18年）5月15日 - 在公司合併後，成為靜岡鐵道中遠線的車站[1]。
- 1948年（昭和23年）9月6日 - 在路線合併後，成為靜岡鐵道駿遠線的車站[1]。
- 1967年（昭和42年）8月28日 - 新袋井站至新三俁站之間被廢除，此站也被廢除[1]。

## 現狀
在秋葉巴士服務秋葉中遠線五十岡巴士站後方設有車站月台遺跡。在2011年11月，該處建設了一座迷你公園。公園內設置了站名牌、紀念碑、展板和設有上蓋的長椅。

## 相鄰車站
靜岡鐵道
駿遠線
新岡崎－五十岡－淺名

## 注腳
1. 1 2 3 4  今尾惠介監修《日本鐵道旅行地圖帳 7號 東海》新潮社 31頁

## 相關項目
- 日本鐵路車站列表 I

## 外部連結
- 廢線後的相片 - 廢線鐵道寮. . 廢線鐵道寮.   [2011年8月3日(水)]. 原始内容存档于2011年4月28日 （日语）.